# مايك وينتيرز
مايك وينتيرز (بالإنجليزية: Mike Winters)‏ هو حكم كرة قاعدة ‏ أمريكي، ولد في 19 نوفمبر 1958 في أوسيانسيدي في الولايات المتحدة.